# Шихарев, Юрий Илларионович
Юрий Илларионович Шихарев (род. 30 июля 1952) — народный депутат РСФСР, член Совета Республики Верховного Совета РФ (1990—1993), был членом Комиссии Совета Республики по социальной политике, участвовал в работе фракций и парламентских групп «Рабочий союз России», «Коалиция реформ», «Родина».
Образование — среднее специальное; работал машинистом горно-выемочных машин на шахте им. Шевякова в г. Междуреченске Кемеровской области;
С февраля 1990 г. — председатель городского рабочего комитета; в июле 1990 г. перешел на постоянную работу в Верховный Совет РСФСР; женат, имеет двоих детей.
Выступал за многопартийность как неотъемлемую черту подлинно демократического общества. Требовал передачи политических и экономических рычагов управления регионами и республиками народным депутатам, которые будут законодательно направлять и контролировать деятельность исполнительных комитетов и правительства. Поддерживал право народов России на самостоятельность и самоопределение, включая право на выход из СССР и Российской Федерации, на избрание любой формы государственного строя.